# Mamestra brassicae
Espèce
Mamestra brassicae (la Noctuelle du chou ou Brassicaire) est une espèce d'insectes lépidoptères (papillons) de la famille des Noctuidae, originaire de la zone paléarctique.
La Noctuelle du chou est un insecte phytophage très polyphage, dont la chenille attaque plus de 70 espèces de plantes appartenant à 22 familles.

## Synonyme
- Barathra brassicae L.

## Distribution
L'aire de répartition de Mamestra brassicae comprend la quasi-totalité de l'Europe, l'Asie centrale, l'Asie mineure, la Sibérie et l'Extrême-Orient russe, y compris Sakhaline et les îles Kouriles méridionales (Kounachir et Itouroup), ainsi que l'Afrique du Nord,.

## Description

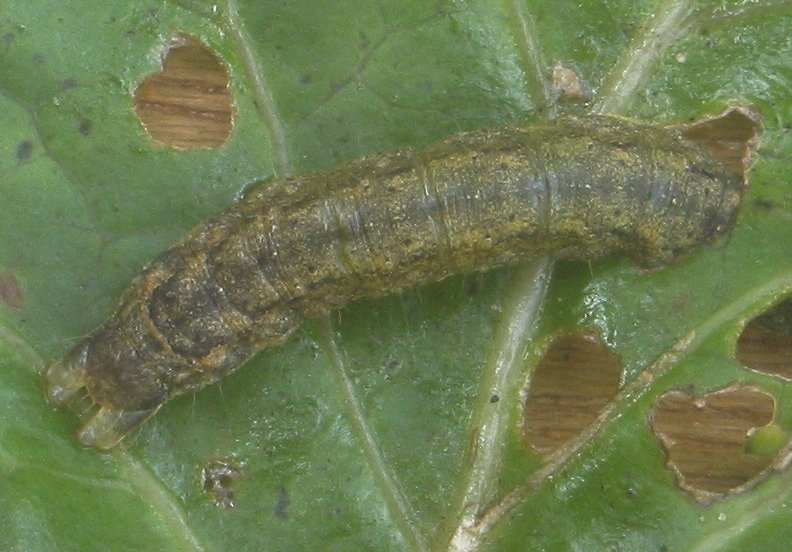
Chenille.

Cette espèce varie considérablement en taille, avec une envergure de 34-50 mm.
Les ailes antérieures sont brunes et tachetées avec un stigma proéminent à bord blanc et une ligne sub-terminale blanc cassé,.
Les ailes postérieures sont grises, plus foncées vers le termen.
L'éperon proéminent sur le tibia de la patte avant est un trait caractéristique, mais il faut une loupe pour bien le voir.
Les œufs, blanc jaunâtre, sont déposés en plaques de 20 à 150 à la face inférieure des feuilles.
Ces plaques prennent la forme d'un polygone irrégulier.
La larve est verte, kaki, gris-brun ou brune avec des taches foncées,.
La face supérieure est plus sombre que la face inférieure et une bande jaune ou brun clair marque la partie médiane,.

## Biologie

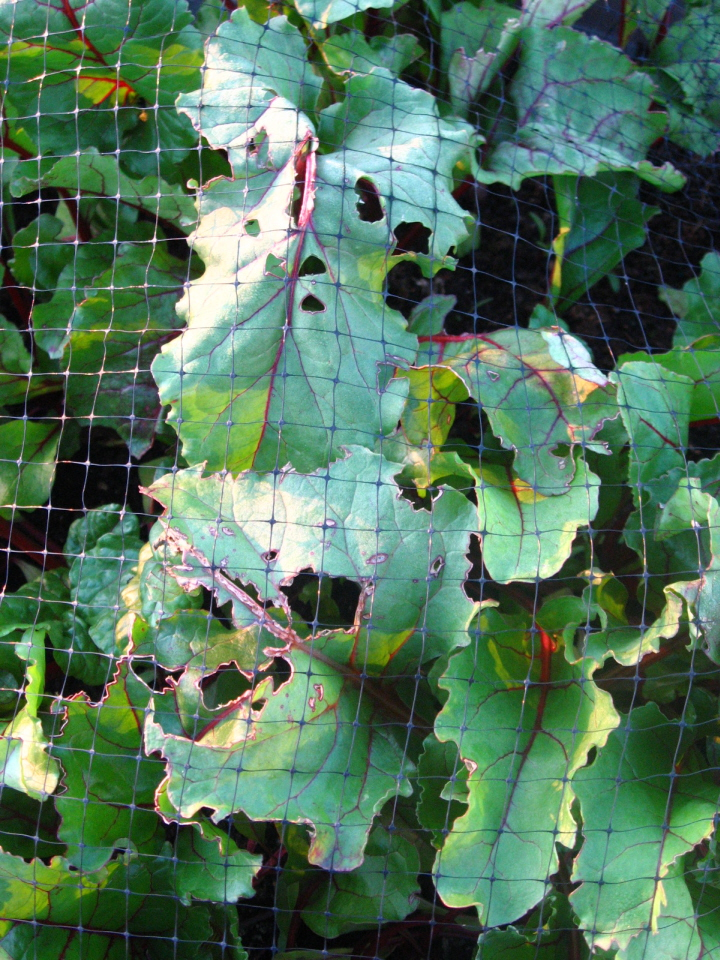
Dégâts sur feuilles de betteraves rouges.

Ce papillon a un cycle biologique assez complexe : selon les conditions climatiques, d'une à trois générations se succèdent chaque année. L'espèce est monovoltine dans la partie nord de son aire de répartition, bi- ou trivoltine plus au sud. On peut observer des adultes à tout moment de mai à octobre, et parfois en dehors de cette période.
C'est un insecte nocturne qui vole la nuit. Il est attiré par la lumière, le sucre et les fleurs riches en nectar.
Comme le suggèrent ses noms scientifique et vernaculaire, la chenille de la noctuelle du chou est un ravageur des Brassicaceae cultivées, mais elle attaque aussi des Fabaceae (pois) et une grande diversité d'autres espèces de plantes.
L'hibernation peut se faire sous forme de larve ou de pupe.

### Plantes hôtes
La noctuelle du chou attaque principalement les plantes de la famille des crucifères (Brassicaceae), en particulier le chou (mais elle est toutefois peu attirée par le colza), la betterave, le tabac, le tournesol et les céréales.
Elle peut en outre faire des dégâts sur la tomate, la pomme de terre.

## Moyens de lutte
Les moyens de lutte relèvent de trois domaines :
- techniques culturales : labour d'automne, binage entre les rangs dans le cas de cultures sarclées, éradication des mauvaises herbes pouvant servir d'hôtes réservoirs ;
- lutte biologique : lâchers de trichogrammes au début de l'envol des adultes ;
- insecticides : traitements pendant la période d'éclosion des chenilles[1].